# Dyschimus thrymmifer
Dyschimus thrymmifer är en nattsländeart som beskrevs av Barnard 1934. Dyschimus thrymmifer ingår i släktet Dyschimus och familjen Pisuliidae. Inga underarter finns listade i Catalogue of Life.